# Långt uppe i norr
Långt uppe i norr (franska: ''Tout en haut du monde'') är en fransk-dansk tecknad äventyrsfilm från 2015 i regi av Rémi Chayé. Den utspelar sig 1882 och handlar om en rysk adelsflicka som rymmer hemifrån för att söka efter sin farfar, en berömd upptäcktsresande som har försvunnit under en expedition till Nordpolen.
Filmen hade en budget på sex miljoner euro. Bilduttrycket är inspirerat av amerikanska järnvägsbolags reklamaffischer från 1940-talet.
Premiären ägde rum 16 juni 2015 vid Annecys internationella festival för animerad film, där filmen vann publikpriset. Den gick upp på franska biografer 27 januari 2016.

## Röster
- Christa Theret som Sacha
- Audrey Sablé som Nadia
- Rémi Caillebot som Larson
- Féodor Atkine som Oloukine
- Loïc Houdré som Lund
- Thomas Sagols som Katch